# Montblanc

Företagets logo.

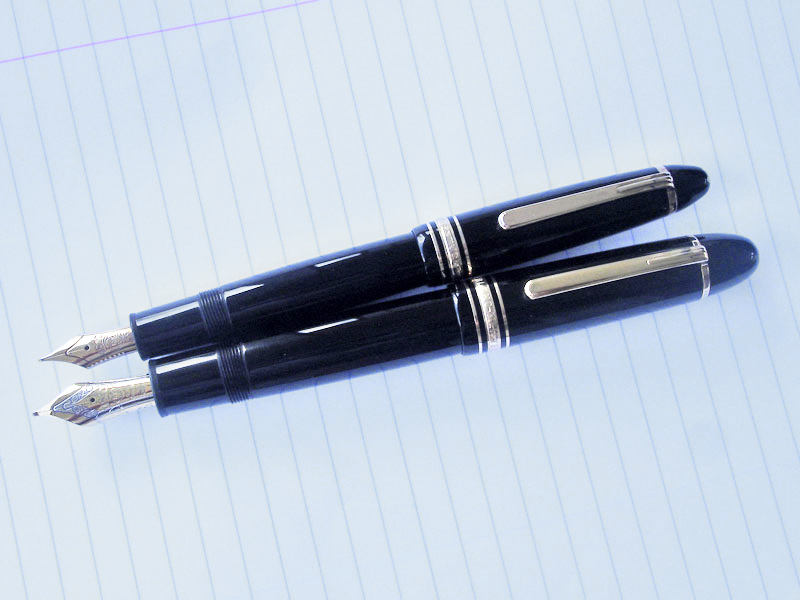
Två Montblanc-pennor, Meisterstück 146 och Meisterstück 149.

Montblanc är ett tyskt företag som tillverkar skrivmaterial (främst reservoarpennor), klockor och livsstilstillbehör (bland annat smycken). Det har sitt huvudkontor i Hamburg. I Florens tillverkas företagets lädervaror och klockorna kommer från Schweiz.
Ingenjören August Eberstein började tillverka reservoarpennor i Berlin 1906 och sålde dessa till handlare i Hamburg och Berlin. I sökandet efter nya investerare kontaktades Johannes Voss i Hamburg som gick in i bolaget. Via honom gick Max Koch in som investerare och 1907 grundades SIMPLO Filler PEN Co Max Koch och produktion startade i Hamburg. Varumärket "Montblanc" registrerades 1910 och från 1913 pryddes pennorna av symbolen. Symbolen ser ut som en sexuddig stjärna med rundade spetsar men ska symbolisera berget Mont Blancs sex dalar. 1924 lanserades reservoarpennan "Meisterstück". Under 1930-talet utökade man sin produktion till läderprodukter.
Företaget köptes upp av brittiska Dunhill 1977 som i sin tur köptes upp av Richemont 1993, där Montblanc sedan dess ingår.